# Baileys Harbor
Baileys Harbor – miasto w Stanach Zjednoczonych, w stanie Wisconsin, w hrabstwie Door.